# Heredad de aguas de Arucas y Firgas

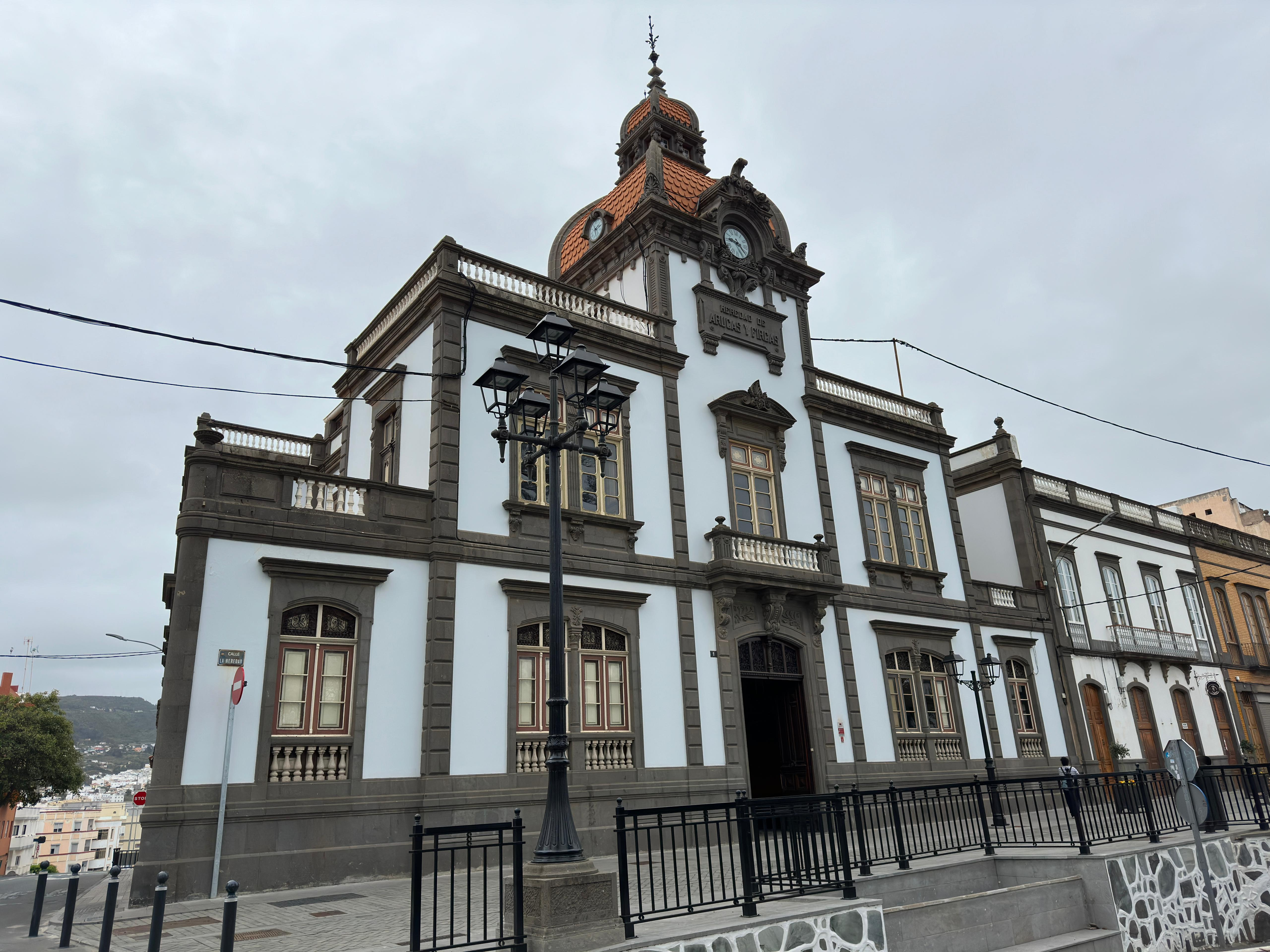
Fachada de la sede de la Heredad de Aguas de Arucas y Firgas

La Heredad de Aguas de Arucas y Firgas es una institución creada en el año 1505 con el objetivo de controlar y administrar la posesión del agua de parte de la zona norte de la isla de Gran Canaria (Arucas y Firgas).Su sede está emplazada en la calle La Heredad n.º 1, en Arucas

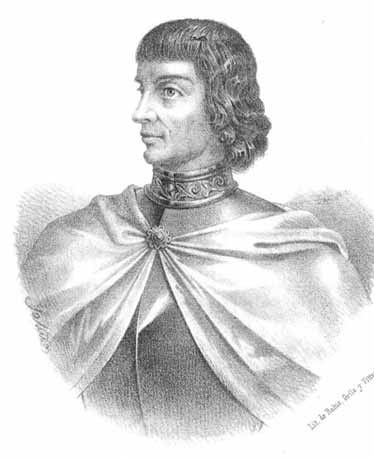
Dibujo de Pedro de Vera realizado por Isidoro Salcedo y Echevarría en el siglo xix

## Constitución y formación de la Heredad
La constitución y formación de todos los Heredamientos de Aguas de la isla data del final de la conquista (finales del siglo XV). Pedro de Vera, último conquistador encargado de terminarla, vino a la isla provisto de una Real Cédula, expedida en Toledo por los Reyes Católicos, el 4 de febrero de 1480,por la que se le autorizaba al reparto de ejidos, dehesas, y heredamientos de aguas entre caballeros, escuderos y soldados, que quisieran vivir en la isla, dividiéndolo dependiendo del servicio que hubieran prestado en la conquista.
Este reparto trajo muchos problemas de disputas por más propiedades, en este caso específico del agua, que trajo a su vez comisiones peninsulares con la idea de acallar y solventar esta gran problemática, que fue definitivamente corregida por Juan Ortiz de Zárate, apoyado por una Real Cédula expedida por Juana I de Castilla en Segovia el 31 de agosto de 1505, con el objetivo de reformar los repartimientos.
En este nuevo reparto, se instituyeron las diferentes heredades de toda la isla, incluyendo entre ellas la Heredad de Aguas de Arucas y Firgas, basándose en la necesidad de las tierras de cada una de las zonas, haciéndolo bajo el nombre de "Dula", que comprende a los terrenos que comparten localización geográfica y producción

## Obtención y reparto del agua

### Obtención del agua
La heredad tiene una gran cantidad de construcciones que tienen como fin la obtención y almacenamiento de agua, de las que debemos destacar las siguientes:

#### Pozos
Los pozos son orificios en la tierra con el fin de alcanzar depósitos de agua subterráneos, los cuales en el caso de Canarias pueden llegar a ser de más de 250 metros de profundidad. Estas instalaciones normalmente pueden proveer a la Heredad todo el año, dependiendo si las lluvias son suficientes para reponer los depósitos, que dependen de las filtraciones para tal fin. Son la fuente de agua más peligrosa, no solo por la profundidad del brocal del pozo, sino por la gran concentración de dióxido de carbono (conocido anteriormente y como se le llama en la jerga del sector, anhídrido carbónico) que existe en el fondo de estos brocales, que al desplazar el oxígeno puede llegar a ser mortal en caso de trabajar en el fondo del mismo. La Heredad cuenta con una gran cantidad de estos pozos, como por ejemplo "Crespo I" y "Crespo II", en la zona alta de la isla, o el de "Los Granados" en el municipio de Valleseco

#### Presas

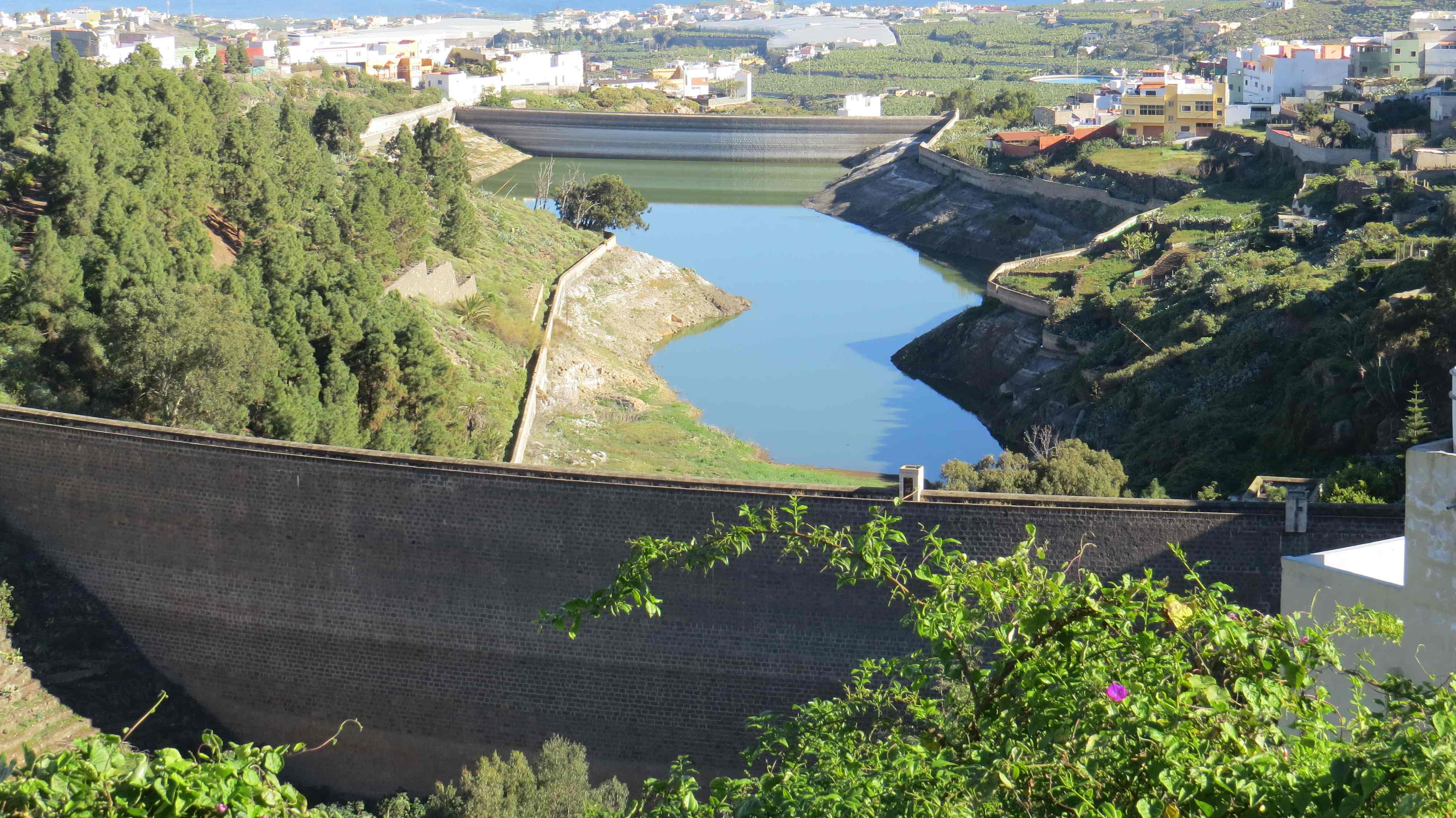
Represas del Pinto (Arucas)

Las presas son construcciones que cortan el cauce de un barranco, con el objetivo de que toda el agua que baje por el mismo en temporada de lluvias quede atrapada, para poder ser repartida cuando sea oportuno. Constan de un gran muro colocado buscando una zona ancha donde pueda caber el mayor volumen de agua posible, cortando de un lado al otro el cauce, con una altura suficiente para aprovechar la barranquera como muro de contención del agua hacia los lados. Normalmente se trabaja el fondo de las mismas para que filtren la menor cantidad de agua posible, aprovechando las propiedades impermeables de algunos tipos de tierra barrosa que al estar mojadas un gran periodo de tiempo, crean una película que no permite el paso de agua, ahorrando tanto en costes económicos como medioambientales, aunque las primeras lluvias después de una época prolongada de sequía se pierdan en la formación de esta capa. Las presas más importantes de la Heredad son las presas de Pinto I y Pinto II, que forman la llamada Represa del Pinto , las primeras presas construidas en Gran Canaria en el año 1910 (Pinto I) y 1933 (Pinto II). También cuentan con la Presa de Las Madres, en el municipio de Firgas 

#### Galerías
Las galerías son túneles hechos en la tierra buscando depósitos naturales de agua, al igual que los pozos, solo que de forma horizontal. Son de las obras más antiguas ya que muchas están emplazadas en lo que alguna vez fueron manantiales naturales de agua que brotaban de la tierra.

### Reparto administrativo
El reparto del agua está reglado desde tiempos de la fundación de la Heredad de Aguas, basándose exclusivamente en el tiempo. El “Heredamiento” de cada uno de los Señores Herederos, o lo que es lo mismo, las participaciones de cada uno, son las horas de agua que tienen asignadas en diferentes días de “Dula”, dependiendo de la situación geográfica de la finca que tiene el Señor Heredero. El agua se mide en “azadas” que equivale a 166 m³, o lo que es lo mismo, 12 horas de agua pasando por un espacio de proporciones específicas.
El reparto está dividido en 31 días de dulas, y un Señor Heredero puede tener derecho a agua en diferentes dulas, los cuales comprenden dependiendo de la cantidad de agua disponible, que también afecta a los días de la semana que se reparte. Actualmente se le da la vuelta al reparto de dulas seis veces, o lo que es lo mismo, los Señores Herederos reciben agua seis veces al año por cada día de dula que tienen.

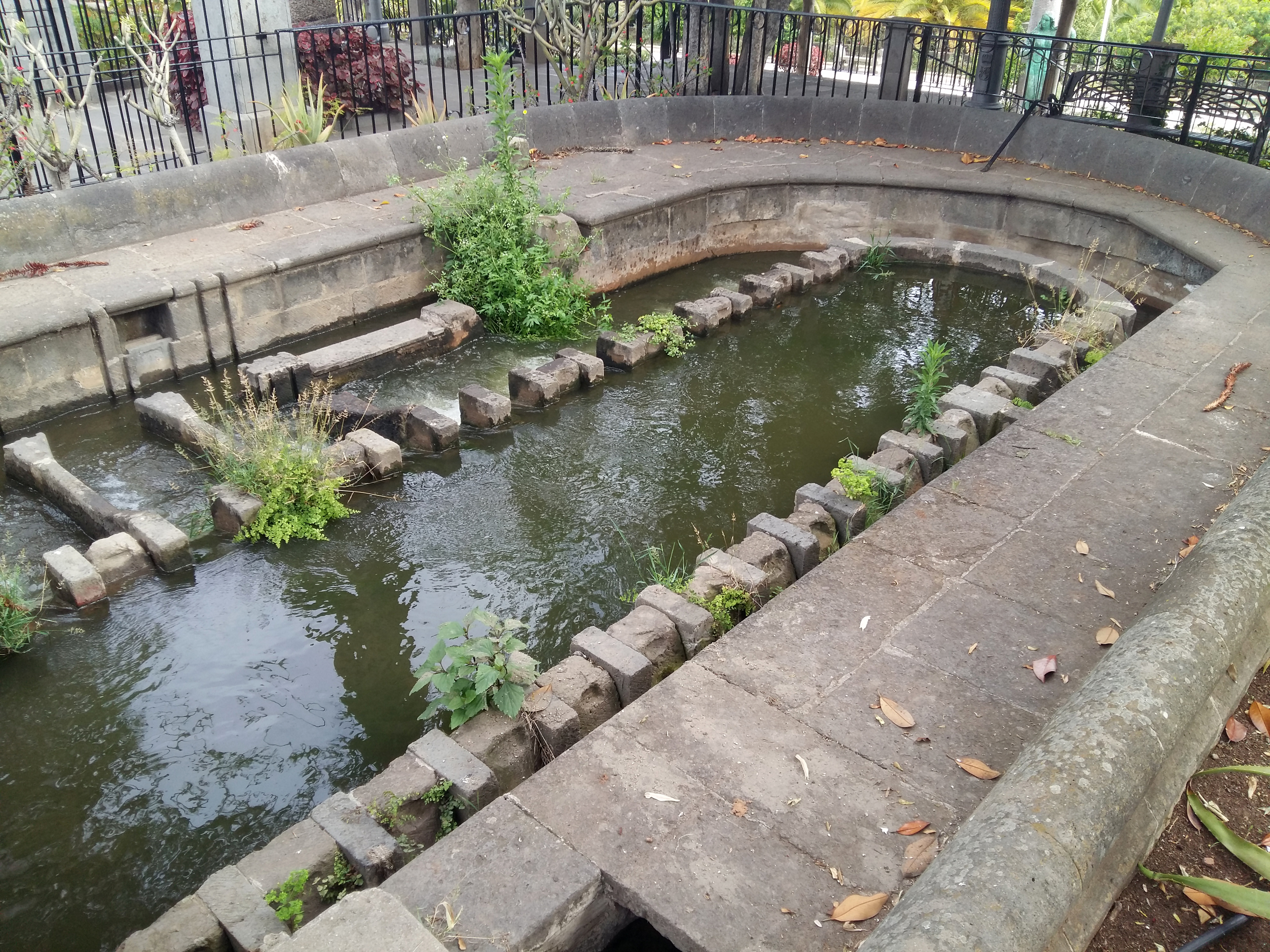
Cantonera Real de la Heredad en el Parque municipal de Arucas

### Reparto físico
En lo que respecta al reparto físico del agua, este se hace por una red de canales de piedra denominados "acequias", por los cuales pasa el agua que es distribuida desde las denominadas "cantoneras", que son construcciones por las cuales el agua pasa por unos huecos que la dirigen a la acequia deseada, y es aquí donde se aplica, usando una tabla de madera, el espacio mencionado para que pase las azadas pertinentes que quieran ser repartidas a la finca de cualquier Señor Heredero.

## Cargos y gobierno

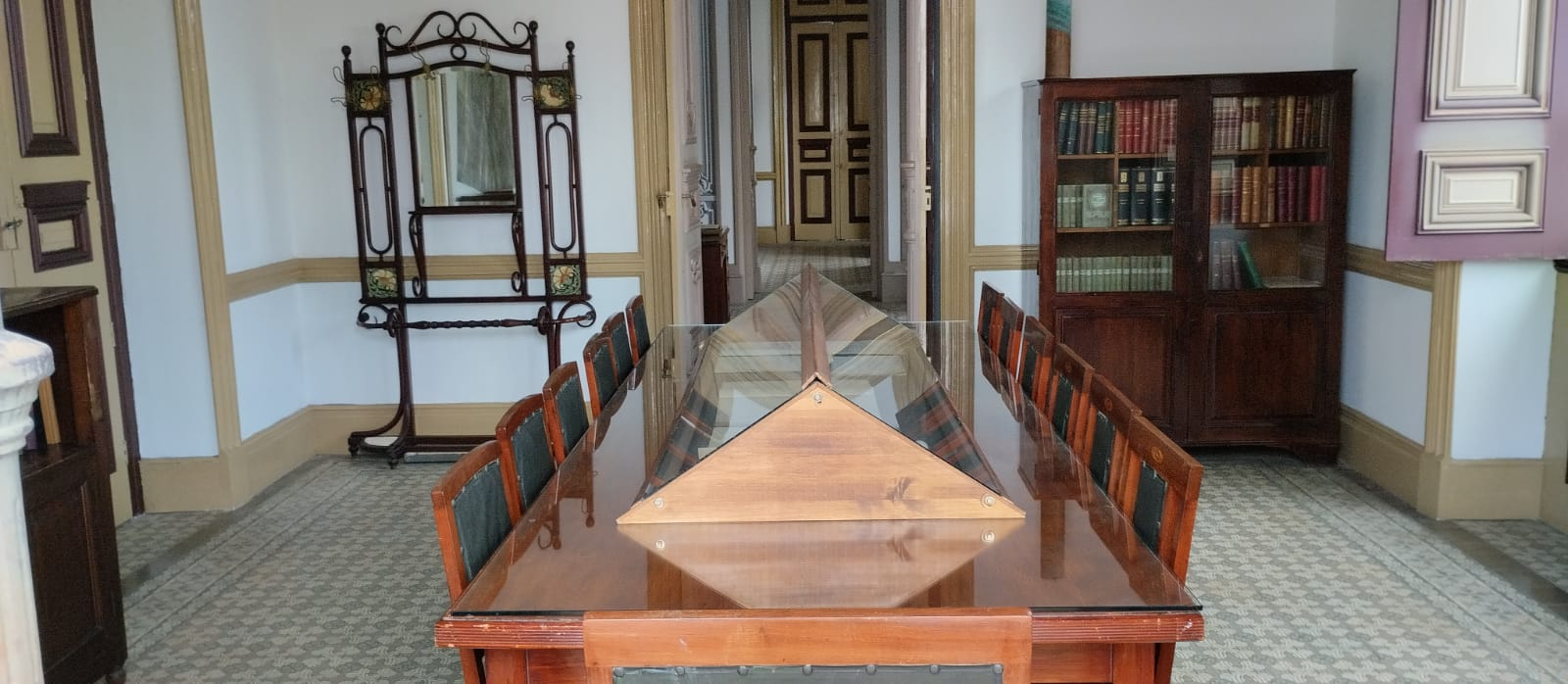
Sala de Juntas de Gobierno de la Heredad de Aguas de Arucas y Firgas

La Heredad está compuesta por diferentes cargos de responsabilidad, que serían el presidente, los vicepresidentes 1.º y 2.º, el secretario, los llaveros y los vocales.

### Presidente
Es el cargo más alto dentro de la Heredad y es elegido de entre los Señores Herederos, teniendo que ser parte de estos y tener derecho a voto para poder optar al puesto. Tiene la responsabilidad de representar a la heredad en todos los movimientos de la misma, desde la compra de propiedades hasta la comparecencia en todas las cuestiones de índole jurídica y representación en actos públicos y privados. También convoca y preside las juntas generales y de gobierno, siendo árbitro en deliberaciones y discusiones, además de tener el voto de desempate en caso de que lo hubiera.

### Vicepresidentes 1.º y 2.º
Tienen la función de sustituir al presidente en caso de ausencia, por vacante o enfermedad.

### Secretario
Tiene la función de redactar las actas de las Juntas Generales y de Gobierno, además de mantener el archivo. De cara al público son la primera línea y son el pilar fundamental en lo que a organización del día a día se refiere.

### Llaveros
Tres personas que se encargaban de la custodia de los fondos de La Heredad. Cada uno tenía una llave de la caja fuerte y se necesitaba la presencia de los tres para la apertura de la misma, ubicada en el edificio, y era necesaria su firma para sacar o ingresar cualquier cantidad de dinero. Actualmente tienen la función de tesoreros, pero siguen manteniendo su denominación de llaveros en los estatutos.

### Vocales
Seis personas las cuales se encargan de ser el puente entre los Señores Herederos y la Junta de Gobierno, siendo estos parte de la misma

### Juntas Generales y de gobierno
La Heredad cuenta con junta general la cual está compuesta por todos los Señores Herederos suscritos a la sociedad, donde se toman las decisiones más importantes de la misma. Estas se reúnen dos veces al año como mínimo, en febrero y julio, aunque también pueden ser convocadas reuniones extraordinarias para tratar cuestiones de urgencia a petición de los Señores Herederos con un consenso general de la junta. Todos los Señores Herederos tienen derecho a acudir a las juntas generales, pero solo los Señores Herederos con más de 3 horas de agua tienen derecho a voto, ya que existen Señores Herederos que tienen muy pocas horas en propiedad, siendo incluso minutos o segundos, algo que viene de la gran partición de estos derechos de agua a lo largo del tiempo, pero existe la posibilidad de que entre dos o más herederos pequeños puedan unirse y que en total acumulen las tres horas estipuladas, pudiendo votar en conjunto.
En el año 1878 se instituye la junta de gobierno como una forma de controlar los asuntos más cotidianos y que competen a la organización administrativa de la heredad, como los empleados y las cuentas, aunque estas decisiones siempre se comunican en las juntas generales ordinarias para mantener informados a los Señores Herederos. Los miembros de esta junta de gobierno son Señores Herederos propuestos por el presidente de la Heredad y sometidos a votación en la Junta General.

## Sede actual

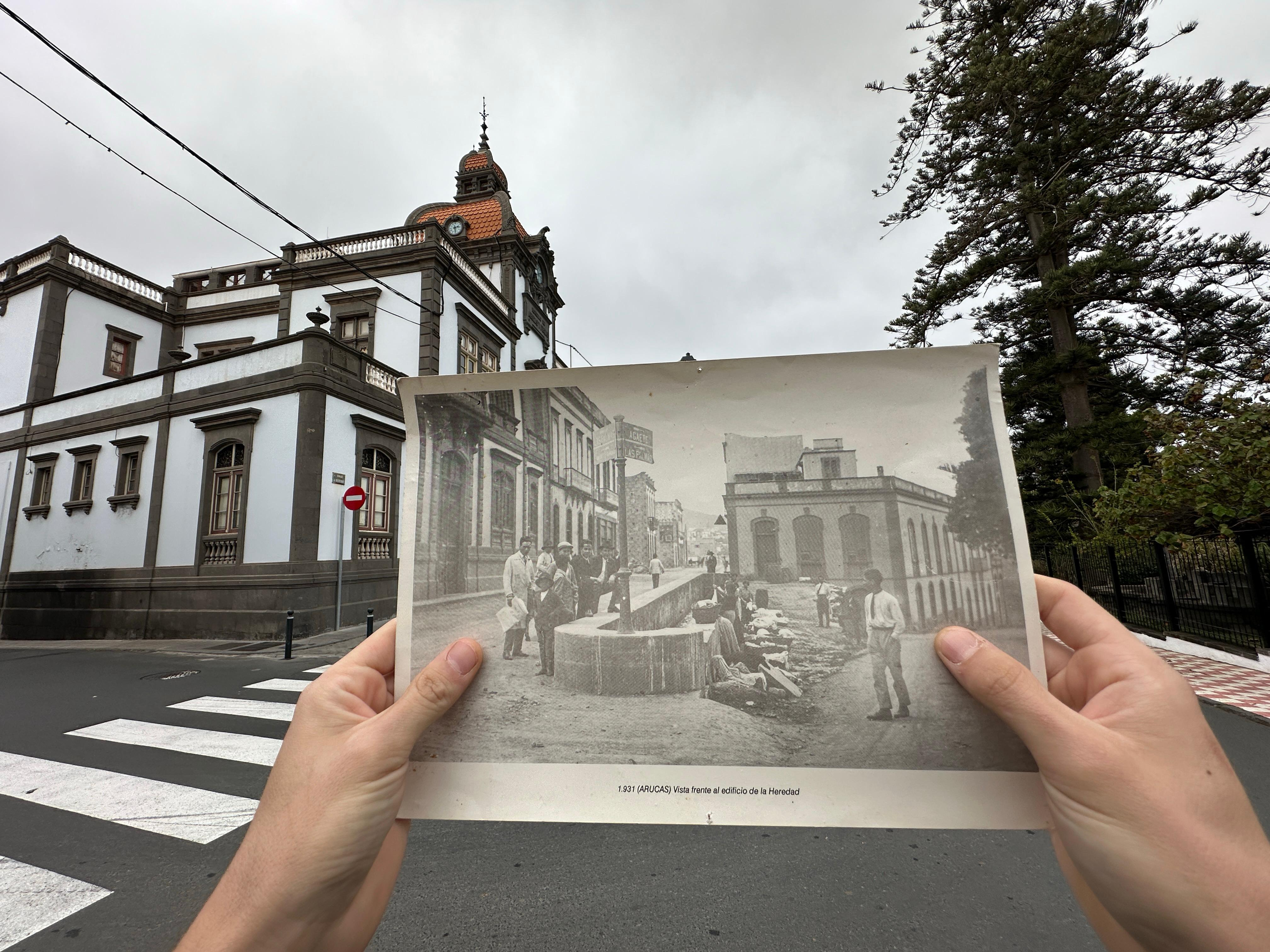
Comparativa sede Heredad actual con foto histórica del año 1931

La heredad tiene más de 500 años de historia, pero siempre las Juntas Generales y de gobierno se celebraban en lugares públicos como el Parque Municipal de Arucas, conocido popularmente como “Parque de las Flores”, o en invierno en casa de algún Señor Heredero o en el antiguo ayuntamiento de Arucas, por lo que muchas personas ajenas a la sociedad se podían enterar de las cuestiones que se hablaban sobre asuntos sensibles de la Heredad, los cuales eran de índole privada y generaban problemas en cuanto se difundían, por lo que se acordó en 1908 la compra del terreno en el que actualmente se encuentra en unas 50 000 pesetas, las cuales actualmente equivaldría a 140 000 euros aproximadamente.
En lo que respecta al edificio en sí, en 1909 se le encarga al arquitecto Fernando Navarro y Navarro el diseño de este, teniendo como estilo arquitectónico de base el modernismo. En 1912 es finalizada la construcción del mismo después de una inversión de 52 000 pesetas por cada heredero, 70 trabajadores permanentes entre los que había tallistas, peones, carpinteros y labrantes, estos últimos muy importantes y característicos de la arquitectura aruquense y en extensión de gran parte del norte de la isla de Gran Canaria, viéndose como la totalidad de los detalles en piedra no solo de este edificio, sino de los adyacentes, pasando por la iglesia parroquial de Arucas, tienen en su haber la mano de uno de estos artesanos de la piedra. Una de las partes más emblemáticas y conocidas del edificio es la torre del reloj, que fue un pilar fundamental del reparto del agua, teniendo en cuenta que la medida de esta se basaba en la hora, por lo que era necesario conocerla en todo momento. El reloj instalado en el edificio es de origen alemán, del año 1913 encargado a Juan Pflüger, el cual es famoso por la gran cantidad de relojes que instaló a principios de siglo en todo el norte de Gran Canaria.
Hasta hace menos de 10 años este edificio era un “búnker” el cual no podía ser visitado, por el gran recelo que tenían muchos Señores Herederos de que se conocieran las entrañas de esta comunidad, pero actualmente, con la presidencia de Yeray Hernández Santana ya es posible, y es una muy buena forma de conocer como aquí se han vivido, y se ha tenido parte, de muchos de los cambios históricos y políticos de la isla y del conjunto del estado español, siendo un edificio de más de 110 años de historia, guarda en sus paredes la evolución de una sociedad que ha cambiado muchísimas veces, y que seguirá cambiando a lo largo de la historia.

## Personas importantes
Podemos Hablar de muchos personajes que formaron parte de la vida de esta Heredad, pero unas de las más influyentes no solo en La Heredad misma sino en toda la ciudad de Arucas fue Francisco Gourié Marrero, que fue el presidente de La heredad desde 1917 hasta 1931, a su muerte. Además, tenía mucha influencia en la escena política y económica de la isla de Gran Canaria, teniendo hasta su nombre en una calle en Las Palmas de Gran Canaria y en Arucas